# The Jewel in the Crown
The Jewel in the Crown is een Britse televisieserie uit de jaren tachtig, gebaseerd op de vierdelige romanreeks The Raj Quartet van Paul Scott. De serie telde 13 afleveringen en was te zien op tv van 9 januari tot 3 april 1984.
In Nederland heeft de VARA de serie in 1984 uitgezonden onder de naam "De parel in de kroon".
De televisieserie gaat over de laatste jaren van de Britse overheersing van India.

## Spelers
- Peggy Ashcroft - Barbara Batchelor
- Derrick Branche - Ahmed Kasim
- Charles Dance - Sgt. Guy Perron
- Geraldine James - Sarah Layton
- Rachel Kempson - Lady Ethel Manners
- Art Malik - Hari Kumar
- Wendy Morgan - Susan Layton
- Judy Parfitt - Mildred Layton
- Tim Pigott-Smith - Supt./Capt/Maj./Lt. Col. Ronald Merrick
- Eric Porter - Count Dmitri Bronowsky
- Susan Wooldridge - Daphne Manners
- Ralph Arliss - Capt. Samuels
- Geoffrey Beevers - Capt. Kevin Coley
- James Bree - Maj./Lt. Col. Arthur Grace
- Jeremy Child - Robin White
- Warren Clarke - Cpl. "Sophie" Dixon
- Rowena Cooper - Connie White
- Anna Cropper - Nicky Paynton
- Fabia Drake - Mabel Layton
- Nicholas Farrell - Edward "Teddie" Bingham
- Matyelok Gibbs - Sister Ludmila Smith
- Carol Gillies - Clarissa Peplow
- Rennee Goddard - Dr. Anna Klaus
- Jonathan Haley and Nicholas Haley - Edward Bingham Jr.
- Saeed Jaffrey - the Nawab of Mirat
- Karan Kapoor - Colin Lindsey
- Rashid Karapiet - Judge Menen
- Kamini Kaushal - Shalini Sengupta
- Rosemary Leach - Fenella "Fenny" Grace
- David Leland - Capt. Leonard Purvis
- Nicholas Le Prevost - Capt. Nigel Rowan
- Marne Maitland - Pandit Baba
- Jamila Massey - Maharanee Aimee
- Zia Mohyeddin - Mohammad Ali Kasim
- Salmaan Peerzada - Sayed Kasim
- Om Puri - Mr. de Souza
- Stephen Riddle - Capt. Dicky Beauvais
- Norman Rutherford - Edgar Maybrick
- Dev Sagoo - S.V. Vidyasagar
- Zohra Sehgal - Lili Chatterjee
- Frederick Treves - Lt. Col. John Layton
- Stuart Wilson - Capt. James Clark
- Leslie Grantham - Signals Sergeant